# Обсерватория Пико дос Диас
Обсерватория Пико дос Диас — астрономическая обсерватория, основанная Национальной Астрофизической Лабораторией Бразилии (pt:Laboratório Nacional de Astrofísica) в 1980 году в 37 км от города Итажуба, штат Минас-Жерайс, Бразилия. В работе обсерватории участвует Университет Сан-Паулу.

## Инструменты обсерватории
- 1.6-м (f/10) Кассегрен (работает с 1981 года)
- 0.6-м (f/13.5) Ричи-Кретьен (работает с 1992 года)
- 0.6-м (f/12.5)Цейс, Кассегрен (работает с 1983 года)